# Izumiotsu
Izumiotsu (泉大津市 -shi) é uma cidade japonesa localizada na província de Osaka.
Em 2003 a cidade tinha uma população estimada em 76 105 habitantes e uma densidade populacional de 6 202,53 h/km². Tem uma área total de 12,27 km².
Recebeu o estatuto de cidade a 1 de Abril de 1942.